# Каракамыс (озеро, Карасуский район)
Каракамыс (каз. Қарақамыс) — озеро в Карасуском районе Костанайской области Казахстана. Находится в 14 км к северо-западу от села Святогорка.
По данным топографической съёмки 1944 года, площадь поверхности озера составляет 4,09 км². Наибольшая длина озера — 2,8 км, наибольшая ширина — 1,9 км. Длина береговой линии составляет 8,6 км, развитие береговой линии — 1,19. Озеро расположено на высоте 107 м над уровнем моря.